# The Lancet Neurology
Lancet Neurology, abgekürzt Lancet Neurol., ist eine wissenschaftliche Fachzeitschrift, die vom Elsevier-Verlag veröffentlicht wird. Die Zeitschrift erscheint mit zwölf Ausgaben im Jahr. Es werden Arbeiten aus allen Bereichen der klinischen Neurologie veröffentlicht.
Der Impact Factor der Zeitschrift lag im Jahr 2021 bei 59,935. Damit liegt diese Zeitschrift an erster Stelle von 212 Zeitschriften im Bereich „Klinische Neurologie“.